# Lanice conchilega
Espèce
Lanice conchilega (aussi dénommé Petit palmier, ver tubicole de sable en France) est un ver tubicole marin fouisseur qui peut atteindre environ 30 cm de long. Cette espèce vit entre 0 et 1 700 m de profondeur en construisant un tube caractéristique qui fait saillie à partir du fond marin. Ce tube est droit et constitué d'un mucus qui durcit, renforcé de grains de sable et fragments de coquille. Il est garni d'une frange « en forme de palmier » à son sommet. Cet animal se nourrit en filtrant l'eau, n'émergeant du substrat que de quelques centimètres. Grâce à ses capacités à fixer le sédiment, il peut localement jouer un rôle géomorphologique significatif dans la zone intertidale.
Comme tous les polychètes, son corps est divisé en plusieurs segments. Chacun de ces segments peut porter des soies (poils) et parapodes (des appendices en forme de pagaie). Cette espèce est sédentaire, à la différence d'autres polychètes dits "errants". 
Aucune autre espèce ne produit ce type de tube.

## Étymologie
Le nom Lanice conchilega vient du latin lanicium (littéralement "ce qui est de laine") et conchilega, (prononcer kon-ki- ! ), du latin concheus ("coquille") et lego (cueillir, ramasser), d'où la signification (dont le tube est) "couvert de morceaux de coquillages".

## Répartition et habitats

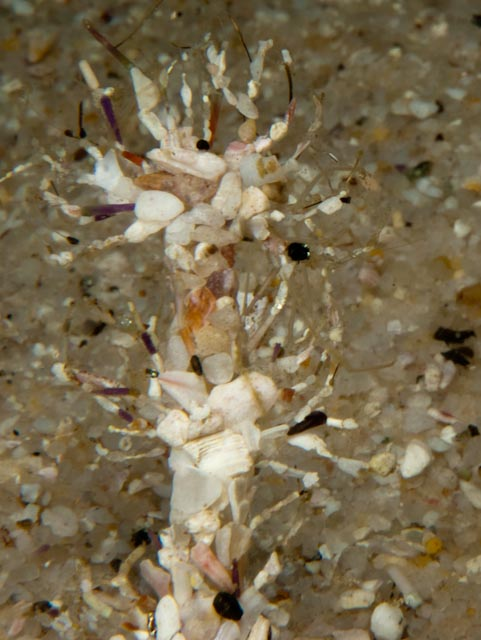
Têtes de Lanice conchilega enfuis dans le sable

C'est une espèce qui semble largement répartie dans l'hémisphère nord et qui en Europe a été observée en Méditerranée, Atlantique, Manche et mer du Nord. Il supporte des eaux légèrement saumâtres, dans les estuaires ou près de sources sous-marines.

## Description
L. conchilega peut mesurer jusqu'à une trentaine de centimètres de long avec alors jusqu'à trois cents segments. 
Le corps du ver est divisé en deux parties. La tête porte une touffe dense de tentacules longs et minces qui entoure la bouche (segment buccal). La tête est entourée de taches oculaires. Les segments 2 à 4 portent 3 paires de branchies (de couleur rouge vif) ramifiées avec des tiges se subdivisant pour former une couronne. 
Le troisième segment possède un grand lobe qui cache le second segment. 
Plus bas, la région dite thoracique se compose de dix-sept segments ; elle est cylindrique et ferme.
Une chaine glandulaire caractérise les faces ventrales des segments 14 à 20. Ceux-ci portent deux types de soies (épaisses et fines).
La zone dite abdominale est molle et souple et ne porte que des soies crochues. 
Couleur : elle varie ; du jaunâtre au brun avec des nuances de roses ; les tentacules sont de couleur pâle et les branchies rouges,

## Écologie
Localement, il peut être très abondant (jusqu'à plusieurs milliers d'individus par m2), et alors former des tapis uniformément couverts de ses touffes de tentacules. Dans ce cas il modifie fortement son habitat et joue un rôle d'espèce-ingénieur, contribuant à stabiliser le fond (par biosédientation) et pouvant contribuer à la formation ou au renforcement de certains récifs ou bancs de sable dits biogéniques,. 
Dans les zones où le courant est violent ou après une tempête, le ver peut se retrouver hors du substrat, et laisser derrière lui de nombreux restes de tubes vides. S'il est enfoui sous un apport de sédiment, il prolonge son tube vers le haut. 
En dessous de 100 m, il est plutôt trouvé dans des zones protégées (sous des surplombs, des pierres ou à l'intérieur de coquilles vides).

## Reproduction
Les sexes sont distincts. 
Les semences mâles et femelles sont émises à la belle saison (printemps et été) dans l'eau. 
La fécondation a lieu en pleine eau et donne un stade embryonnaire planctonique, puis une larve, également planctonique qui se protège déjà par une gaine de mucus agglomérant divers minuscules détritus. Après environ 60 jours, les jeunes vers qui ont eu le temps d'être largement dispersés par les marées et courants mesurent alors 2 à 3 mm pour 14 segments. Ils gagnent le fond et vont s'y établir (la construction du tube commence dès 4 ou 5 jours passés sur le fond), s'y nourrir et s'y protéger.

## Proie
L. conchilega est la proie de plusieurs espèces d'oiseaux (échassiers) [8] et de certains poissons (dont des poissons plats).